# Бобров, Юрий Александрович
Юрий Александрович Бобров (22 апреля 1952 — 5 сентября 2019) — российский кинематографист, президент гильдии продюсеров Союза кинематографистов России, почётный кинематографист России.

## Биография
Родился во Владивостоке в семье морского офицера. Окончил Хабаровский государственный институт искусств и культуры, факультет театральной режиссуры (1977). Прошёл курс обучения в институте повышения квалификации Академии народного хозяйства при Совете Министров СССР по программе управления экономикой (1989).
В киноотрасли с 1987 года.
- 1977—1980 — режиссёр народного театра на Камчатке.
- 1987—1995 — начальник управления кинофикации Камчатского облисполкома.
- 1996—2002 — заместитель генерального директора Госфильмофонда России.
- 1997—2002 — генеральный директор Международного кинофестиваля архивного кино «Белые Столбы».
- 2002—2004 — заместитель руководителя департамента зкономики и инвестиций Министерства культуры РФ.
- 2004—2019 — генеральный директор кинокомпании «Парамир».
- 2008—2019 — президент гильдии киноорганизаторов производства и проката фильмов Союза кинематографистов России.

Почётные звания «Отличник кинематографии» и «Почётный кинематографист России». Лауреат национальной премии «Блокбастер» (2010) за самый кассовый фильм российских продюсеров в зарубежном прокате «Скалолазка и Последний из Седьмой колыбели».

## Фильмография (продюсер)
- 2018—2020 — «Бриг „Меркурий“», художественный фильм, (в производстве).
- 2017—н/в — «Тайный лазутчик», художественный фильм, (в производстве).
- 2010—2011 — «Золотая коллекция Театра Чудес» (25 фильмов о творчестве ГАЦТК им. С. В. Образцова)[4].
- 2007 — «Скалолазка и Последний из седьмой колыбели», художественный фильм.
- 2006 — «Виртуальный роман», художественный фильм, режиссёр Р. Нестеренко.
- 1998 — Неизвестный «Иван Грозный»[5], документальный фильм, авторы Наум Клейман, Наталия Яковлева, Валерий Босенко.